# Josh Adams (rugbysta)
Josh Adams (ur. 21 kwietnia 1995 w Swansea) – walijski rugbysta występujący na pozycji skrzydłowego. Reprezentant kraju, zdobywca Wielkiego Szlema w Pucharze Sześciu Narodów, uczestnik pucharu świata.

## Młodość
Adams urodził się w Swansea, jednak wychowywał się we wsi Hendy w Carmarthenshire. Grę w rugby rozpoczął w wieku lat sześciu w miejscowym Clwb Rygbi Yr Hendy, a następnie kontynuował w Pontyberem, a także podczas nauki w Coleg Sir Gâr. Począwszy od grupy wiekowej do lat 11 grywał w reprezentacji miasta Llanelli. Do osiągnięcia wieku 12 lat występował jako rwacz, dopiero później zaczął być wystawiany jako skrzydłowy albo obrońca.
W 2012 roku dobre występy w szkolnej drużynie zaowocowały zaproszeniem do akademii profesjonalnej drużyny z Llanelli – Scarlets. Grał wówczas w zespołach U-16 i U-18. Podczas pobytu w drużynach młodzieżowych bezskutecznie próbował przebić się do pierwszego zespołu, co udawało się niektórym jego rówieśnikom. W tym czasie regularnie występował w barwach półamatorskiego Llanelli R.F.C. Debiutował w kwietniu 2013 roku w spotkaniu z Pontypridd. Łącznie do końca sezonu 2014/2015 na poziomie walijskiej Premier Division rozegrał 30 meczów, w których zdobył 49 punktów (w tym dziewięć przyłożeń).

## Kariera klubowa
W czasie swojego pobytu w Scarlets rozegrał zaledwie jedno spotkanie w pierwszej drużynie – w listopadzie 2014 roku brał udział w meczu Anglo-Welsh Cup, w którym jego zespół mierzył się z Cardiff Blues. Biorąc pod uwagę niewielkie szansę na grę w ekipie seniorów (na jego pozycji występowali m.in. Liam Williams, DTH van der Merwe czy Steff Evans), a także uwzględniając fakt, że Scarlets nie przedstawili mu zawodowego kontraktu, Adams w 2015 roku zmuszony był opuścić drużynę. Nie otrzymawszy propozycji umowy od żadnej z trzech pozostałych profesjonalnych walijskich drużyn, 20-latek przyjął ofertę beniaminka angielskiej Premiership, Worcester Warriors.
Choć już podczas okresu przygotowawczego zdobył jedno z przyłożeń w sparingu z Saracens, to początkowo po przeprowadzce do Anglii gracz nie mógł się odnaleźć w nowym środowisku. Zamiast w pierwszej drużynie, z pewnymi sukcesami grywał w ekipie rezerw (Worcester Cavaliers). W pierwszych miesiącach 2016 roku został wypożyczony do Cinderford R.F.C., klubu walczącego o utrzymanie w trzeciej lidze. W jego barwach rozegrał jedynie sześć meczów, w których jednak zdobył trzy przyłożenia. Na początku kolejnego sezonu Adams w ramach wypożyczenia trafił do Nottingham R.F.C., klubu z Championship. Dla ekipy drugoligowca zdążył rozegrać jedno spotkanie ligowe, nim plaga kontuzji w drużynie z Worcesteru zmusiła klubowe władze do ściągnięcia Walijczyka z powrotem do klubu jeszcze przed oficjalnym startem angielskiej ekstraklasy. Zadebiutował w drugiej kolejce ligowej w spotkaniu z Bath Rugby, kiedy pojawił się na boisku jako zmiennik kontuzjowanego Deana Hammonda. Wkrótce zaliczył także swój pierwszy mecz w europejskich pucharach, w meczu European Rugby Challenge Cup przeciwko Jenisiej-STM Krasnojarsk, który to mecz uświetnił też pierwszym przyłożeniem w barwach Warriors. W niespełna dwa miesiące od debiutu, mając na koncie zaledwie sześć meczów dla pierwszego zespołu klubu z Worcester (większość na pozycji obrońcy), Adams otrzymał swoją pierwszą profesjonalną umowę. Łącznie w przełomowym sezonie wystąpił w 23 spotkaniach, w których zaliczył 13 przyłożeń (w tym w Premiership sześć w 16, a w Anglo-Welsh Cup sześć w trzech meczach). 
Szczególnie udany w wykonaniu młodego zawodnika był jednak sezon 2017/2018. Zakończył go z 17 przyłożeniami na koncie zdobytymi w 25 meczach. Spośród nich 13 uzyskał w Premiership, co było najlepszym wynikiem w lidze (wspólnie z Verenikim Gonevą i Christianem Wade’em) – punktował m.in. w sześciu kolejnych spotkaniach. Jednocześnie był to najlepszy wynik indywidualny w historii występów Warriors w najwyższej klasie rozgrywkowej. Wysoka dyspozycja Adamsa nie tylko wydatnie przyczyniła się do utrzymania klubu w ekstraklasie, ale także przyniosła mu szereg nagród przyznawanych przez klub kibiców (dla najlepszego zawodnika sezonu i najlepszego młodego zawodnika sezonu). Ponadto walijski skrzydłowy został też wybrany do drużyny sezonu w Premiership. 
W marcu 2019 roku podano do publicznej wiadomości, że wraz z nadejściem nowego sezonu, po wygaśnięciu dotychczasowego kontraktu Adams rozpocznie występy w ekipie Cardiff Blues. Przenosiny były ściśle związane z obowiązującą polityką władz Welsh Rugby Union, które ustaliły, że uprawnieni do gry w reprezentacji Walii będą jedynie zawodnicy występujący na co dzień w kraju, o ile nie mają na swoim koncie 60 meczów w kadrze. Pomimo perspektywy rychłej zmiany barw klubowych Adams sezon 2018/2019 zakończył z dziewięcioma przyłożeniami na koncie zdobytymi w 17 meczach, zaś drużyna z Worcesteru na dwie kolejki przed końcem zapewniła sobie utrzymanie w rozgrywkach. Łącznie dla Warriors Walijczyk wystąpił w 65 meczach, w których zdobył 39 przyłożeń.
W barwach nowej drużyny z Cardiff debiutował w grudniowym meczu Challenge Cup z Section Paloise, kiedy zdobył trzy przyłożenia. Został wówczas pierwszym zawodnikiem w historii Blues, który popisał się hat trickiem w swoim pierwszym spotkaniu w zespole.

## Kariera reprezentacyjna

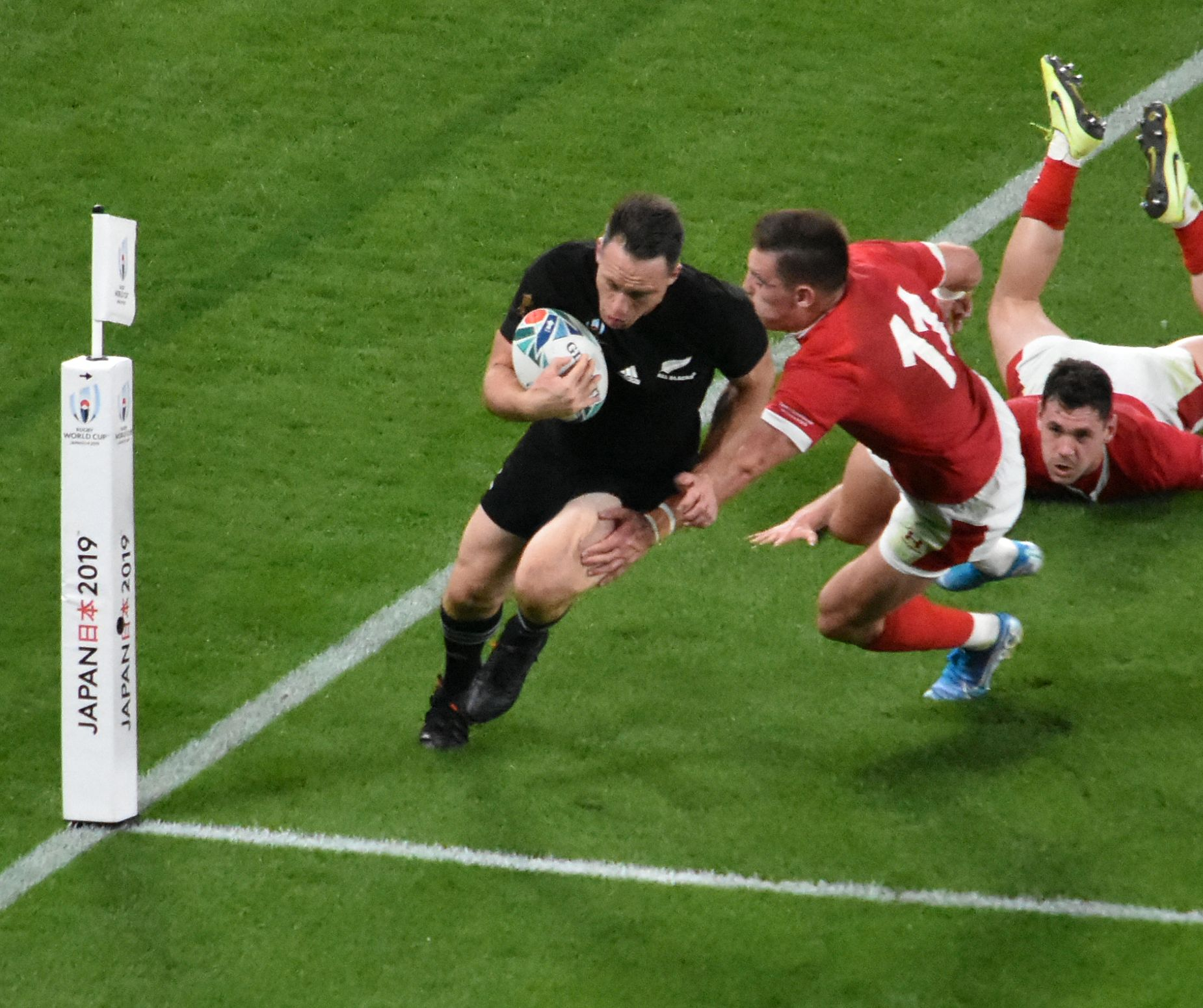
Adams, z numerem 11 na czerwonej koszulce, próbuje powstrzymać Bena Smitha podczas meczu o brązowy medal pucharu świata (2019)

Adams jako zawodnik akademii Scarlets był także uwzględniany w składach juniorskich drużyn narodowych. W 2013 roku występował w zespole do lat 18, natomiast kolejne dwa lata spędził w reprezentacji U-20. Wziął udział w dwóch edycjach młodzieżowych rozgrywek o Puchar Sześciu Narodów (2014, 2015 roku), jak również dwukrotnie uczestniczył w mistrzostwach świata do lat 20 (2014, 2015). Podczas turnieju w 2015 roku w pięciu meczach zdobył cztery przyłożenia. Łącznie na tym poziomie w 17 spotkaniach zdobył 40 punktów (osiem przyłożeń).
Po raz pierwszy do seniorskiej reprezentacji został powołany na początku 2018 roku przed Pucharem Sześciu Narodów. Zadebiutował w pierwszym składzie w meczu ze Szkocją, tydzień później występując przeciwko Anglii. W czerwcu otrzymał powołanie na serię meczów testowych z Południową Afryką i Argentyną, jednak z uwagi na fakt, że pierwszy z nich odbywał się poza oficjalnym oknem reprezentacyjnym, nie otrzymał zgody klubu i został wycofany z kadry. Niemniej kiedy w meczu z RPA kontuzji doznał Steff Evans, Adams ponownie został zaproszony do składu. Swoje pierwsze przyłożenie w reprezentacji zdobył właśnie podczas wyjazdowego spotkania z Argentyną w Santa Fe. Skrzydłowy niemal natychmiast wywalczył sobie stałe miejsce w wyjściowym ustawieniu drużyny. Podstawowym zawodnikiem był także podczas Pucharu Sześciu Narodów 2019, który Walijczycy zakończyli z kompletem zwycięstw. Zdobył wówczas przyłożenia w trzech kolejnych meczach, wydatnie przyczyniając się do zdobycia Wielkiego Szlema.
W drugiej części roku Adams otrzymał powołanie do składu reprezentacji na Puchar Świata w Rugby 2019. Podczas rozgrywanego w Japonii turnieju skrzydłowy podtrzymał swoją dobrą formę, zdobywając łącznie siedem przyłożeń w siedmiu meczach – w fazie grupowej z Gruzją, Fidżi (trzy) i Urugwajem oraz w fazie pucharowej z Południową Afryką i Nową Zelandią. Walijczycy po porażce z ekipą „All Blacks” w ostatnim meczu Warrena Gatlanda na stanowisku selekcjonera zajęli ostatecznie czwarte miejsce, zaś indywidualnie Adams zakończył zmagania z największą liczbą przyłożeń w turnieju i najlepszym wynikiem w historii swojej reprezentacji.
Aby być branym pod uwagę podczas kolejnych powołań po zakończeniu turnieju Adams powrócił do Walii, dołączając do zespołu Cardiff Blues, dzięki czemu wciąż pełnił ważną rolę w drużynie. W kolejnych miesiącach utrzymał swoją bardzo wysoką dyspozycję. Podczas listopadowego sparingu z Barbarians skrzydłowy zdobył dwa przyłożenia, zaś w lutowym meczu z Włochami w ramach Pucharu Sześciu Narodów 2020 – kolejne trzy. W trzeciej kolejce zmagań, podczas starcia z Francją zawodnik doznał kontuzji stawu skokowego, która wymagała 12-tygodniowej przerwy w treningach.
W maju 2021 roku ogłoszono, że zawodnik znalazł się w składzie British and Irish Lions na serię spotkań w Południowej Afryce.

### Statystyki
Stan na dzień 22 lutego 2020 r.
Występy na arenie międzynarodowej
| Drużyna narodowa | Rok  | Mecze | Punkty |
| ---------------- | ---- | ----- | ------ |
| Walia            | 2018 | 6     | 5      |
| Walia            | 2019 | 15    | 50     |
| Walia            | 2020 | 3     | 15     |
| Suma             | Suma | 24    | 70     |

Przyłożenia na arenie międzynarodowej
| Lp. | Data                 | Miejsce                                              | Przeciwnik        | Rozgrywki                   |
| --- | -------------------- | ---------------------------------------------------- | ----------------- | --------------------------- |
| 1.  | 16 czerwca 2018      | Estadio Brigadier General Estanislao López, Santa Fe | Argentyna         | mecz testowy                |
| 2.  | 9 lutego 2019        | Stadio Olimpico, Rzym                                | Włochy            | Puchar Sześciu Narodów 2019 |
| 3.  | 23 lutego 2019       | Millennium Stadium, Cardiff                          | Anglia            | Puchar Sześciu Narodów 2019 |
| 4.  | 9 marca 2019         | Murrayfield Stadium, Edynburg                        | Szkocja           | Puchar Sześciu Narodów 2019 |
| 5.  | 23 września 2019     | Stadion Toyota, Toyota                               | Gruzja            | Puchar Świata w Rugby 2019  |
| 6.  | 9 października 2019  | Stadion Ōita, Ōita                                   | Fidżi             | Puchar Świata w Rugby 2019  |
| 7.  | 9 października 2019  | Stadion Ōita, Ōita                                   | Fidżi             | Puchar Świata w Rugby 2019  |
| 8.  | 9 października 2019  | Stadion Ōita, Ōita                                   | Fidżi             | Puchar Świata w Rugby 2019  |
| 9.  | 13 października 2019 | Umakana Yokana Stadium, Kumamoto                     | Urugwaj           | Puchar Świata w Rugby 2019  |
| 10. | 27 października 2019 | Stadion Nissan, Jokohama                             | Południowa Afryka | Puchar Świata w Rugby 2019  |
| 11. | 1 listopada 2019     | Tokyo Stadium, Chōfu                                 | Nowa Zelandia     | Puchar Świata w Rugby 2019  |
| 12. | 1 lutego 2020        | Millennium Stadium, Cardiff                          | Włochy            | Puchar Sześciu Narodów 2020 |
| 13. | 1 lutego 2020        | Millennium Stadium, Cardiff                          | Włochy            | Puchar Sześciu Narodów 2020 |
| 14. | 1 lutego 2020        | Millennium Stadium, Cardiff                          | Włochy            | Puchar Sześciu Narodów 2020 |

## Nagrody i wyróżnienia
- nominacja do nagrody dla najlepszego debiutanta w Anglo-Welsh Cup 2016/2017 (Breakthrough Player Award)[41]
- nominacja do nagrody dla odkrycia sezonu 2017/2018 w Premiership Rugby (Discovery Player of the Season)[42]
- miejsce w drużynie sezonu 2017/2018 w Premiership Rugby (Dream Team of the Season)[25]
- nominacja do nagrody dla najlepszego zawodnika Pucharu Sześciu Narodów 2019 (Player of the Championship)[43]

## Życie osobiste
Adams jest najstarszym z trójki rodzeństwa – ma dwóch młodszych braci: Kyle’a i Osiana. W młodości wzorował się na irlandzkim skrzydłowym Tommym Bowe.
W przeciwieństwie do swojego ojca, który jest kibicem Manchester United F.C., Josh dopinguje piłkarską drużynę Liverpool F.C.
Po ukończeniu szkoły średniej podjął dalszą naukę w zakresie szkolenia sportowego na University of Wales Trinity Saint David, przy czym zajęcia nie odbywały się w głównej siedzibie uczelni w Carmarthen, a w gmachu Coleg Sir Gâr w Llanelli.